# Shirahama Kenki
Shirahama Kenki (白濱顯貴, Việt: Bạch Tân Hiển Quý) là 1 cướp biển người Nhật Bản vào khoảng cuối thế kỷ 16 đầu thế kỷ 17, là một trong những người Nhật Bản đầu tiên thiết lập mối quan hệ với triều đình Đàng Trong của Chúa Nguyễn.
Shirahama Kenki đã đến bờ biển Việt Nam năm 1585, với 5 tàu, và bắt đầu tiến hành cướp bóc trên biển và cướp phá các vùng ven biển. Kenki phải bỏ chạy khi 1 hạm đội có ít nhất khoảng 10 tàu, chỉ huy bởi Nguyễn Phúc Nguyên, công tử thứ sáu của chúa Nguyễn Hoàng. 2 tàu đã bị đánh chìm và Kenki đã chạy thoát được. Người ta nói rằng Kenki bị nhầm lẫn là người phương Tây khi chạm trán người Việt vào lúc đó.
14 năm sau, năm 1599, tàu của Kenki đã bị phá vụn tại cảng Thuận An. Viên quan địa phương, thấy Kenki là cướp biển, đã tấn công Kenki, và đã bị Kenki giết chết. Kenki sau đó bị bỏ tù, Chúa Nguyễn Hoàng đã gửi thư cho Tokugawa Ieyasu, vị Tướng quân mới của Nhật Bản, hỏi cách đối phó với các thủ thủy người Nhật Bản trong các sự việc tương lai. Đây là liên hệ chính thức đầu tiên giữa 2 chính phủ và đánh dấu một mối quan hệ hữu nghị trong vài thập kỷ.
Vụ của Shirahama Kenki, trong sách Đại Nam thực lục tiền biên, có ghi sự kiện như sau:
Ất Dậu, năm thứ 28 (1585), mùa xuân, tháng 3, bấy giờ có tướng giặc nước Tây Dương hiệu là Hiển Quý (Hiển Quý là tên hiệu của bọn tù trưởng phiên, không phải là tên người) đi 5 chiếc thuyền lớn, đến đậu ở Cửa Việt để cướp bóc ven biển. Hoàng thượng sai hoàng tử thứ sáu lĩnh hơn 10 chiếc thuyền tiến thẳng đến cửa biển, đánh tan 2 chiếc thuyền giặc. Hiển Quý sợ chạy"

(乙酉二十八年時西洋國賊帥號顯貴者，顯貴乃番酋所推尚，以為號非人名乘巨舟五艘泊于越海口劫掠沿海。上命皇六子領戰船十餘艘直抵海口擊破戰船。二船顯貴驚走)
GS. Kawamoto Kunie căn cứ theo Ngoại phiên thông thư (Gaiban Tsuusho. 外藩通書) đã cho rằng Hiển Quý chính là Bạch Tân Hiển Quý (Shirahama Kenki):
"Đến năm 1601, trong bức thư gửi cho tướng quân Tokugawa Ieyasu, khi nói đến sự kiện này, chúa Nguyễn Hoàng (阮皇) xác định: 
"Do không biết Hiển Quý là thương gia tốt" nên cuộc xung đột đáng tiếc đã xảy ra, đồng thời mong phía Nhật Bản bỏ qua sự việc trên để tiếp tục cử thuyền đến Đàng Trong buôn bán.